# Antonio Paganin
Antonio Paganin (ur. 16 czerwca 1966 w Vicenzy) – włoski piłkarz, występujący podczas kariery na pozycji obrońcy.

## Kariera klubowa
Karierę piłkarską Antonio Paganin rozpoczął w trzecioligowej Bologni w 1983. W latach 1984–1988 był zawodnikiem Sampdorii Genui.  W Sampdorii zadebiutował w Serie A 14 kwietnia 1985 w wygranym 2-1 meczu z Milanem. Z Sampą dwukrotnie zdobył Puchar Włoch w 1985 i 1988. Mając problemy z wywalczeniem miejsca w podstawowym składzie Sampdorii Paganin odszedł w 1988 do drugoligowego Udinese Calcio, z którym rok później awansował do Serie A. Po spadku Udinese do Serie B w 1990 Paganin przeszedł do Interu Mediolan. W barwach nerroazurrich zadebiutował 5 września 1990 w wygranym 1-0 meczu Pucharu Włoch z Monzą. W latach 1993–1995 Antonio występował w Interze ze swoim młodszym bratem - Massimo. Ostatni raz w barwach czarno-niebieskich wystąpił 7 maja 1995 w wygranym 3-1 meczu ligowym z SSC Napoli. Z Interem dwukrotnie zdobył Puchar UEFA w 1991 (Paganin wystąpił w obu meczach finałowych z Romą i w 1994 (Paganin wystąpił w obu meczach finałowych z Austrią Salzburg). W Interze rozegrał 142 spotkania (109 w lidze, 18 w europejskich pucharach i 15 w Pucharze Włoch) oraz strzelił bramkę.
W latach 1995–1996 był zawodnikiem Atalanty BC, a 1996–1997 Hellasa Werona. W Hellasie pożegnał się z Serie A, w której w latach 1985–1997 w Serie A Paganin rozegrał 218 spotkań, w których zdobył bramkę. Potem występował jeszcze przez 6 lat w amatorskich zespołach Torri Quartesolo i Montecchio.
| Sezon     | Klub                   | Kraj   | Rozgrywki  | Mecze | Bramki |
| --------- | ---------------------- | ------ | ---------- | ----- | ------ |
| 1983/84   | Bologna FC             | Włochy | Serie C1   | 0     | 0      |
| 1984/85   | UC Sampdoria           | Włochy | Serie A    | 3     | 0      |
| 1985/86   | UC Sampdoria           | Włochy | Serie A    | 14    | 0      |
| 1986/87   | UC Sampdoria           | Włochy | Serie A    | 17    | 1      |
| 1987/88   | UC Sampdoria           | Włochy | Serie A    | 12    | 0      |
| 1988/89   | Udinese Calcio         | Włochy | Serie B    | 28    | 1      |
| 1989/90   | Udinese Calcio         | Włochy | Serie A    | 25    | 0      |
| 1990/91   | Inter Mediolan         | Włochy | Serie A    | 30    | 0      |
| 1991/92   | Inter Mediolan         | Włochy | Serie A    | 15    | 0      |
| 1992/93   | Inter Mediolan         | Włochy | Serie A    | 25    | 0      |
| 1993/94   | Inter Mediolan         | Włochy | Serie A    | 30    | 0      |
| 1994/95   | Inter Mediolan         | Włochy | Serie A    | 9     | 0      |
| 1995/96   | Atalanta BC            | Włochy | Serie A    | 27    | 0      |
| 1996/97   | Hellas Werona          | Włochy | Serie A    | 11    | 0      |
| 1997/98   | Torri Quartesolo       | Włochy | Eccellenza | ?     | ?      |
| 1998/99   | Torri Quartesolo       | Włochy | Eccellenza | ?     | ?      |
| 1999/2000 | UC Montecchio Maggiore | Włochy | Serie D    | ?     | ?      |
| 2000/01   | UC Montecchio Maggiore | Włochy | Serie D    | 30    | 1      |
| 2001/02   | UC Montecchio Maggiore | Włochy | Serie D    | 20    | 0      |
| 2002/03   | UC Montecchio Maggiore | Włochy | Serie D    | 15    | 0      |

## Kariera trenerska
Po zakończeniu kariery piłkarskiej Paganin okazjonalnie pracuje jako trener w amatorskich klubach.